# Joël Zaffarano
Joël Zaffarano, né le 5 février 1964, est un acteur français.

## Biographie
Joël Zaffarano poursuit sa formation au Conservatoire d'art dramatique d'Avignon. Au théâtre, il a joué de nombreux classiques : Pierre Corneille (Polyeucte), Victor Hugo (Hernani), Alexandre Dumas (Le Comte de Monte-Cristo) et Marivaux (La Double Inconstance).
Il passe pour la première fois devant la caméra en 1991 dans La Neige et le Feu de Claude Pinoteau mais c'est son rôle du capitaine Patrick Bochkowicz dit « Bochko » dans la série télévisée Diane, femme flic qui lui apporte la notoriété.
Dans le domaine du doublage, il prête notamment sa voix à Hugh Jackman dans la saga X-Men (sauf Logan et Deadpool et Wolverine), Cliff Curtis dans Sunshine, Aaron Eckhart dans Erin Brockovich, seule contre tous, Vin Diesel dans la saga Les Chroniques de Riddick ou encore à Michael Sheen dans la saga Underworld.
En 2006, il réalise son premier court métrage intitulé Une épreuve.

## Filmographie

### Cinéma
- 1991 : La Neige et le Feu
- 2006 : Une épreuve  - en tant que réalisateur

### Télévision
- 2003 : La Crim' :  Stéphane Carvin
- 2003-2009 : Diane, femme flic : capitaine Patrick Bochkowicz dit « Bochko »
- 2020 : Morts à l'Aveugle de Julien Aubert : ? (western audio)

## Doublage

### Cinéma

#### Films d'animation
- 1994 : Astérix et les Indiens : le capitaine Barbe-Rousse
- 1998 : Les Merveilleuses Aventures de Crysta : Mac
- 1999[3] : Mes voisins les Yamada : le motard
- 2004 : Les Chroniques de Riddick : Dark Fury : Richard B. Riddick
- 2009 : Hulk Vs : Logan / Wolverine
- 2023 : Spider-Man : Across the Spider-Verse : Adriano Toomino / le Vautour[4]

### Télévision

#### Séries télévisées
- Oded Fehr dans : 
  - Covert Affairs (2010-2012) : Eyal Lavine
  - NCIS : Enquêtes Spéciales (2013) : Ilan Bodnar
  - Once Upon a Time (2016-2017) : Jafar

- Steven Ogg dans : 
  - The Walking Dead (2016-2018) : Simon, le leader des hommes de main de Negan
  - Westworld (2016-2018) : Rebus, un hôte
  - The Walking Dead: Dead City (2023) : Simon (saison 1, épisode 4)

- Andre Royo dans : 
  - Sur écoute (2002-2007) : Reginald « Bubbles » Cousins (52 épisodes)
  - Happyish (2015) : Barry (5 épisodes)

- John Lynch dans : 
  - Merlin (2009-2012) : Balinor (saison 2, épisode 13 et saison 5, épisode 12)
  - Les Enquêtes de Vera (2011) : Edmund Fulwell (saison 1, épisode 3)

- Mike Dopud dans :
  - Continuum (2012-2014) : Stefan Jaworski
  - Dark Matter (2016) : Arax Nero

- David S.Lee dans :
  - Flynn Carson et les nouveaux aventuriers (2015) : Moriarty (5 épisodes)
  - NCIS : Los Angeles (2015-2020) : Pavel Volkoff (7 épisodes)

- Roberto Enríquez (es) dans : 
  - La Jetée (2019-2020) : Conrado (16 épisodes)
  - Après toi, le chaos (2020) : Mauro Muñiz (8 épisodes)

- 1993-1999 : Star Trek: Deep Space Nine : Gul Dukat (Marc Alaimo)
- 1994-1995 : Earth 2 : Yale (Sullivan Walker)
- 1994-2022 : L'Hôpital et ses fantômes : Jorgen Krogshoj (Søren Pilmark) (9 épisodes)
- 1995 : Central Park West : Ian Walker (Joe Mantello) (saison 1, épisodes 5 à 7)
- 1996-2000 : Profiler : George Fraley (Peter Frechette (en))
- 1997-1998 : Fast Track : Dr Richard Beckett (Keith Carradine) (23 épisodes)
- 2000 : Stargate SG-1 : le Major Hank Griff (Russell Ferrier) (saison 4, épisode 8)
- 2007 : John from Cincinnati : Mitch Yost (Bruce Greenwood)
- 2009-2010 : Dark Blue, Unité Infiltrée : lieutenant Carter Shaw (Dylan McDermott)
- 2010-2011 : Los Angeles Police Judiciaire : inspecteur Thomas « TJ » Jaruszalski (Corey Stoll)
- 2011 : Camelot : le roi Lot D'Orcanie (James Purefoy)
- 2012-2013 : Vegas : Johnny Rizzo (Michael Wiseman)
- 2013-2014 : Vikings : le jarl Borg (Thorbjørn Harr)
- 2014 : Crossing Lines (saison 2, Episode 2) : Homme de main de Phillip Genovese (Richard Zeman)
- 2014-2016 : The Musketeers : Athos (Tom Burke)
- 2015 : Daredevil : inspecteur Blake (Chris Tardio)
- 2015 : Unforgettable : Shane McCloud (Ray Abruzzo) (saison 4, épisode 5)
- 2015 : London Spy : Doppelganger (Riccardo Scamarcio) (mini-série)
- 2015 : Crossing Lines : Dominic Fitzroy (Steve Wall) (saison 3, épisodes 1 et 2)
- 2015-2016 : Mad Dogs : Joel (Ben Chaplin) (10 épisodes)
- 2015-2018 : Fortitude : le shérif Dan Anderssen (Richard Dormer) (25 épisodes)
- 2016 : Night Shift : Justin Wilson (Charles Halford) (saison 3, épisodes 12 et 13)
- 2016 : Good Behavior : Chase Rochefort (Waleed Zuaiter) (saison 1, épisodes 1 et 7)
- 2016-2017 : Reine du Sud : Cesar « Batman » Guemes (Gerardo Taracena)
- 2017 : Big Little Lies : Gordon Klein (Jeffrey Nordling)
- 2017 : L'Arme Fatale : Gideon Lyon (Matt Passmore)
- 2017 : Vikings : Hakon (Laurence O'Fuarain)
- 2017 : Scorpion : Frank (Sonny Marinelli) (saison 4, épisode 10)
- 2017 : Conviction : Joe Kaplan (Shawn Parsons) (saison 1, épisode 11)
- 2017 : Les Enquêtes de Vera : Adam Gascoigne (Douglas Russell) (saison 7, épisode 2)
- 2018 : Sneaky Pete : Luis Mercado (Benny Nieves)
- 2018 : McMafia : Guillermo Alegre (Fernando Cayo) (saison 1, épisodes 7 et 8)
- 2018 : Deep State : Gabriel (Fares Fares) (saison 1, épisode 1)
- 2018-2019 : The Ranch : Nick (Josh Burrow)
- 2018-2020 : Siren : le shérif Dale Bishop (Gil Birmingham)
- 2019 : Trackers : Bruno Burzynski (David Dukas) (4 épisodes)
- 2019 : NCIS : Nouvelle-Orléans : Will Kirby (Tobias Jelinek) (saison 5, épisodes 17 et 23)
- 2019 : Lucifer : Oscar Rivas (Joseph Melendez) (saison 4, épisode 3)
- 2019 : Il Processo : Raffaele De Luca (Antonio Zavatteri) (4 épisodes)
- 2021 : NCIS : Nouvelle-Orléans : Frank Hogan (Ron Menzel) (saison 7, épisode 9)
- 2022-2023 : All American : le coach Montes (Kamar de los Reyes) (7 épisodes)
- 2022-2023 : La Brea : James Mallet (Jonno Roberts) (saison 2)
- 2022-2023[n 1] : Gannibal : Nakamura (Shigemitsu Ogi)
- 2024 : Reine rouge (es) : González (Francisco Boira)
- 2024 : Wonderboys (it) : Clemente (Giovanni Esposito (it))
- 2025 : Medusa : Damián Hidalgo (Diego Trujillo (es))
- 2025 : The Assassin : Luka (Gerald Kyd (en))

#### Séries d'animation
- 1992 : Babel II : Nicolas et Wong
- 1997 : Michel Strogoff : Feofar Khan
- 1998 : Alix : Arbacès
- 1999 : Tom et Sheenah : Katcho
- 2001-2004 : Totally Spies! : Sebastian Saga
- 2003 : Mon ami Marsupilami : le voleur volant
- 2007 : Manny et ses outils : le chef Edouardo
- 2009-2010 : SpieZ! Nouvelle Génération : Sebastian Saga
- depuis 2019 : Beastars : Boss

#### Téléfilms
- Martin Feifel dans : 
  - Quand la glace se rompt... (2006) : Claas Simon
  - L'Enlèvement (2007) : Bodo

- 2000 : Classé X : Artie Mitchell (Charlie Sheen)
- 2001 : Les Brumes d'Avalon : Lancelot (Michael Vartan)
- 2004 : Printemps glacial : Rico Schmidt (Misel Maticevic)
- 2005 : Portrait dans la nuit : Glenn (Jonathan Silverman)
- 2012 : La Menace du volcan : Hector Janen (Ian Tracey)
- 2015 : La mort en héritage : Bruno (Rainer Wöss)
- 2019 : Un duo magique pour Noël : Dan (Mike Dopud)
- 2019 : Une belle-mère diabolique : Jim (Mark Collier)
- 2019 : Un Noël magique à Rome : Luigi Forlinghetti (Franco Nero)
- 2021 : Une proposition de rêve pour Noël : ? ( ? )
- 2022 : C'est Noël à la maison ! : Henry Wright (Ben Napier)

### Jeux vidéo
- 1999 : Dracula : Résurrection : Dracula
- 2000 : Dracula 2 : Le Dernier Sanctuaire : Dracula
- 2012 : Dishonored : Gardes
- 2012 : Painkiller Hell and Damnation : voix additionnelles
- 2013 : Dishonored : La Lame de Dunwall : Wiles Roland / Général Turnbull / Gardes
- 2013 : Dishonored : Les Sorcières de Brigmore : Gardes
- 2014 : Assassin's Creed Rogue : voix additionnelles
- 2015 : The Order 1886 : Galahad